# Gremlins
Gremlins es una película estadounidense difícil de catalogar, aunque considerada de terror y comedia del año 1984. Fue dirigida por Joe Dante, escrita por Chris Columbus y protagonizada por Zach Galligan y Phoebe Cates. Fue producida por Michael Finnell, mientras que Kathleen Kennedy, Frank Marshall y Steven Spielberg fueron los productores ejecutivos. La productora Amblin —que acababa de realizar E. T., el extraterrestre— fue la encargada de realizar la película. 
Merece especial mención el trabajo artístico en la creación de los gremlins; la crítica alabó el trabajo del equipo encabezado por Chris Walas —creador de Gizmo, así como del resto de las criaturas—. Tal y como muestra, por ejemplo, el premio Saturn recibido. La película fue un éxito de taquilla; su secuela, Gremlins 2: La nueva generación, se estrenó seis años después, en 1990.

## Argumento
Kingston Falls es una pequeña ciudad económicamente deprimida en el noreste de los EE. UU. que se vio muy afectada por la pérdida de empleos en los años setenta y ochenta, dejando a muchas personas sin trabajo. Uno de ellos es Rand Peltzer, un hombre de mediana edad que vemos en Chinatown, en Nueva York, buscando un regalo de Navidad para su hijo Billy. Rand se había convertido en un inventor de dudosas habilidades. Hizo un poco de dinero vendiendo sus inventos generalmente poco confiables, pero fue Billy, que tenía un trabajo como cajero de banco, quien mantuvo a la familia apenas a flote. Rand esperaba vender uno de sus inventos al propietario de una tienda de chatarra en Chinatown, Mr. Wing, pero se interesó en una pequeña criatura peluda que encontró en la parte de atrás. El anciano propietario se negó a venderla, citando la gran responsabilidad que esta requería. Pero su nieto adolescente, sabiendo que su familia también estaba desesperada por dinero, vendió la criatura a Rand sin el conocimiento o consentimiento de su abuelo. El niño le dijo a Rand tres reglas importantes para el cuidado de la criatura.
Billy no puede encender su auto una fría mañana de diciembre. Se da por vencido y habla con su amigo Pete, y luego con otro amigo de la familia, el señor Futterman, un chofer de quitanieves, quien también había perdido su trabajo hace un tiempo. El señor Futterman asegura que los productos estadounidenses son los mejores del mundo, y desconfía mucho de las importaciones más baratas y de menor calidad (incluido el automóvil de Billy) que le costaron su trabajo enorgulleciéndose de que su quitanieves es de fabricación americana. Billy va a su trabajo en el banco a pie, su perro Barney a cuestas, y apenas llega a tiempo.
En el trabajo recibe la visita de la señora Deagle, una anciana amargada y mezquina que posee muchas propiedades en la ciudad, y su dominio absoluto exacerba muchas de las dificultades financieras de la gente. La señora Deagle le dice a Billy que su perro destruyó uno de los adornos de su jardín, pero que preferiría sacrificar al perro antes que pagar por los daños. El perro, sintiendo que algo está pasando, salta de debajo del escritorio de Billy y asusta a la señora Deagle. El gerente del banco, el señor Corbin, le grita a Billy por traer a su perro al trabajo, pero lo deja conservar su trabajo.
Después del trabajo, Billy pasa por el bar, donde ve a una de sus compañeras de trabajo, Kate, en quien está interesado románticamente, y que tiene un trabajo secundario de medio tiempo en el bar. Al poco de regresar a su hogar, su padre regresa de su viaje. Rand tiene la criatura, un mogwai, al que ha llamado Gizmo, y dado que es una criatura viva, no puede esperar hasta Navidad y le da el regalo unos días antes. Después de que el flash de una cámara asusta a la criatura, Rand recuerda decirle a su hijo las tres reglas: a la criatura no le gustaba la luz brillante y la luz del sol la mataría. Nunca le deben dar agua a la criatura, ni para beber ni para bañarse. Y nunca deben alimentarlo después de la medianoche.  
Al día siguiente, Billy vuelve a ver a su amigo Pete y juegan con Gizmo, pero Pete accidentalmente tira un vaso de agua y moja a Gizmo. Gizmo sufre convulsiones y cinco pequeñas bolas de pelo salen de su espalda. Las bolas de pelo crecen y, unos minutos después, se convierten en criaturas como Gizmo: se ha reproducido. Va a contárselo a su padre, y su padre inmediatamente comienza a pensar en cómo podría ganar dinero vendiéndolos. Pete quiere llevarse una criatura a casa, pero Billy pensó que era mejor llevarlo a una a la escuela local y hacer que el profesor de ciencias la examinara primero. Una vez allí, pone una sola gota de agua sobre la criatura y emerge una nueva criatura. El maestro, fascinado, lo guarda para examinarlo y Billy se va.
Billy descubre que las personalidades de las nuevas criaturas son marcadamente diferentes a las de Gizmo. Gizmo es amigable y juguetón, pero las nuevas criaturas son malas, desagradables y destructivas. Uno de ellos tiene un mohawk blanco, y Billy lo llama Stripe, el cual se convierte en el líder de la nueva manada. Stripe intenta morder la mano de Billy cuando este va a acariciarlo. Esa noche, Billy encuentra a su perro Barney colgando de unas luces navideñas afuera. Inmediatamente sospecha de la señora Deagle, pero no había huellas en ningún lugar afuera. Rand le dice a Billy que llevaría a Barney con él cuando vaya a la próxima convención de inventores, donde espera seguir vendiendo sus productos.
Más tarde, Billy pasa por el bar, donde Kate persuade a un señor Futterman muy borracho y abatido para que camine a casa en lugar de conducir, el hombre se encuentra deprimido ya que tras revisar su quitanieves descubrió que era japonés y en su ebriedad confiesa a Billy que su rechazo realmente se origina porque cuando peleó en la guerra sus compañeros murieron ya que los asiáticos metían unas criaturas llamadas gremlins en los vehículos aliados para que los sabotearan y se accidentaran. 
Billy acompaña a Kate a casa y, en el camino, ella le dice que no le gusta la Navidad, pero se pone a la defensiva cuando él le pregunta por qué. Cuando llegan a casa de Kate, Billy la invita a salir y ella acepta. Esa noche, Billy está leyendo y las criaturas claman por ser alimentadas. Mira el reloj: son las 11:35 p. m., así que Billy les da pollo frito a las criaturas, el cual todas ellas devoran, excepto Gizmo, que se niega. Mientras tanto, en la escuela, el profesor de ciencias antagoniza a la criatura a su cuidado al realizarle análisis de sangre. Después de trabajar hasta bien entrada la noche, el maestro se va alrededor de las 2:20 a. m. Dejó medio sándwich en la mesa, que la criatura puede alcanzar desde su jaula, y se lo come.
El día siguiente es Nochebuena. Por la mañana, Rand se va con Barney a la convención. Billy le pide a su madre que suba y mire. Todas las criaturas han desaparecido, excepto Gizmo. Han sido reemplazados por capullos del tamaño de una pelota de fútbol, que parecen inertes. Su madre le pregunta si les dio de comer después de la medianoche, y Billy mira el reloj, que todavía marca las 11:35 p. m. Lo revisa y descubre que los cables fueron masticados deliberadamente, dándos cuenta que fue después de la medianoche cuando los alimentó.
Por la tarde, Rand Peltzer llama a casa desde la convención, diciendo que los inventores allí son mucho más avanzados que él, y que iba a volver a casa temprano y llegaría tarde esa noche. Mientras tanto, Billy y Pete se encuentran con el profesor de ciencias en la escuela, donde la criatura ha sufrido una transformación similar. El maestro se refiere a ella como la etapa de pupa. Luego, suena la campana y el maestro desea a sus alumnos que se van una feliz Navidad y los vería después de las vacaciones de invierno. Justo en ese momento, los capullos comienzan a eclosionar. 
En la casa de Peltzer, un aterrorizado Gizmo se refugia dentro de un casco de fútbol americano. El maestro llama a Billy al banco y le dice «han salido del cascarón», y Billy, que acaba de salir del trabajo, corre a la escuela. Allí descubre que la criatura ha matado al maestro y le ha metido la jeringa de los análisis de sangre en el trasero. Quiere alcanzar el teléfono, pero una mano con garras se levanta y lo aparta. Sigue a la criatura por todo el edificio y ve por primera vez a la criatura, ahora vagamente reptiliana, cuando le da otro golpe. No es mucho más grande que antes, pero es aún más malicioso y tiene dientes y garras afiladas como cuchillas para causar estragos. La criatura escapa.
Mientras tanto, en la casa de Peltzer, las criaturas han sacado a Gizmo de su escondite y están ocupados torturándolo. La madre de Billy escucha ruidos en el piso de arriba y sube con un cuchillo para investigar. Ella no encuentra nada excepto los cinco capullos eclosionados. Justo en ese momento, Billy la llama desde la escuela, advirtiéndole que abandone la casa de inmediato, pero una de las criaturas desconecta la línea telefónica. Luego escucha ruidos en el piso de abajo, va a investigar y ve a las criaturas haciendo un desastre en el lugar. Usando artículos para el hogar, mata a las criaturas una a la vez. Uno de ellos estaba comiendo de la licuadora, y ella la enciende, matándola. Usa aceite en aerosol para hacer que otro se retirae al microondas, donde lo mata. Apuñala a un tercero en el mostrador de la cocina. El cuarto estaba escondido en el árbol de Navidad y atacó. Billy, que acababa de salir corriendo de la escuela, llega a casa, agarra una espada y mata a la criatura, enviándola de cabeza a la chimenea pero Stripe logra escapar.
Billy agarra a Gizmo y siguen a Stripe hasta la YMCA, donde había irrumpido. La criatura le da otro golpe y Billy llega justo a tiempo para verla saltar a la piscina, multiplicándose. Billy, ahora irremediablemente superado en número, se retira de la YMCA; unos minutos después, emergen miles de pequeños gremlins. Billy regresa a casa y lleva a su madre a ver a un médico, por las heridas infligidas por el cuarto gremlin. Luego va a la comisaría e intenta que la policía actúe o advierta a la gente, pero la policía cree que está borracho y se niegan a hacerlo. Llegan las primeras llamadas sobre accidentes extraños e incendios causados por los gremlins, y la policía sale a investigar, dejando a Billy solo.
Los gremlins se proponen destruir todo lo que puedan. Hieren a un hombre que está poniendo el correo en un buzón, manipulan la red eléctrica haciendo que salten chispas y que las luces se enciendan y apaguen por toda la ciudad. Provocan accidentes automovilísticos haciendo que todos los semáforos en una intersección sean verdes. Matan a la señora Deagle manipulando su elevador de escaleras, haciéndolo ir tan rápido que la arroja por la ventana. Se suben al quitanieves de Futterman y lo usan para demoler la mitad de su casa, y desactivan los frenos del coche de policía, así que cuando los policías van a casa de los Futterman, destrozan su coche. Pete se las arregla para mantener a raya a los gremlins desde la ventana de su dormitorio.
Billy se sube a su coche poco fiable, y esta vez arranca sin ningún problema. Va al bar para ver cómo está Kate, que está siendo rehén de los gremlins. Los gremlins han ocupado el bar y están bebiendo cerveza, emborrachándose, jugando a las cartas, bailando breakdance, jugando con los ventiladores de techo y rompiendo cosas. Kate nota que se alejan de sus fósforos cuando trata de encender sus cigarrillos; rápida en la captación, toma una cámara y toma su foto; el flash los hace temblar. Ella llega a la puerta, pero se enfrenta a otro gremlin con gafas de sol y una pistola. Este gremlin se ve obligado a retirarse cuando el resplandor de los faros de Billy ilumina la ventana delantera del bar. Kate se va con Billy; mientras tanto, Rand Peltzer todavía está de camino a casa. Se detiene en una gasolinera para volver a llamar a casa, pero no puede comunicarse. Se las arregla para ganar un poco de dinero vendiendo uno de sus inventos, un cenicero sin humo (que en realidad echa humo) al asistente. Barney le ladra, lo que lo irrita, todavía tienen un largo viaje por delante.
El coche no arranca, por lo que tienen que salir corriendo. Van al banco, solo para descubrir que también ha sido destrozado por los gremlins. Pueden escuchar pequeñas explosiones en la distancia. Kate dice que ahora tiene dos razones para que no le guste la Navidad, y esta vez le dice a Billy la primera razón. Cuando era una niña, su padre desapareció sin dejar rastro en Nochebuena. Tampoco apareció en Navidad. Fue encontrado muerto varios días después en la chimenea, donde estaba vestido como Santa Claus. Tenía la esperanza de sorprender a Kate, pero se resbaló y se rompió el cuello, y su cuerpo quedó atrapado allí.
Después de contar esta historia, notan que la calma ha vuelto al pueblo y todas las luces están encendidas. Pensando que todos deben estar en algún lugar oscuro, van al cine local, donde todos los gremlins están adentro viendo Blancanieves y les encanta. Van al sótano y abren el gas, y dejan algunos periódicos y toallas ardiendo, con la intención de destruir el edificio con las criaturas dentro. Justo cuando se van, los gremlins detectan su presencia y los persiguen. Kate y Billy, que todavía tiene a Gizmo, huyen por la puerta trasera con los gremlins persiguiéndolos, y logran bloquear la puerta, dejando a los gremlins adentro. Después de unos minutos, la fuga de gas provoca una explosión y todos los gremlins mueren.
Sin embargo, Kate ve a un sobreviviente, Stripe, en la ventana de una tienda por departamentos. Había salido brevemente del teatro para conseguir comida y vio la explosión. Decididos a no dejarlo escapar, Billy y Kate irrumpen en la tienda. Billy toma un bate y va a buscar a Stripe, mientras que Kate se mete en las habitaciones traseras y comienza a buscar cualquier cosa útil, como luces.
Stripe usa artículos que encuentra en la tienda para atacar a Billy: un lanzador de pelotas de tenis, una pequeña ballesta y una motosierra. Kate, en la trastienda, encuentra un conjunto de disyuntores y comienza a encender cosas al azar: el sistema de música de fondo, algunas luces y una fuente de agua. Billy está usando el bate para defenderse de la motosierra de Stripe cuando se encienden las luces, lo que distrae a Stripe, que tiene que retirarse.
En este momento, la primera luz del amanecer es visible en el este. Es la mañana de Navidad. Rand y el perro finalmente regresan a la ciudad, pero Barney ladra a la ventana rota de la tienda y salta del auto hacia la tienda. Un Rand malhumorado aparca el coche y lo sigue.
Gizmo ha dejado la mochila de Billy y ahora está deambulando por la tienda, él y Barney se encuentran una vez más. Gizmo ha encontrado un coche de juguete para conducir. Finalmente localizan a Stripe, que descubrió la fuente de agua y también encontró el mostrador de venta de armas de Montgomery Ward. Billy corre hacia el área del jardín, con la fuente, solo para encontrar a Stripe listo para reproducirse nuevamente. Stripe dispara el arma, pero falla. Gizmo, al rescate, conduce su auto de juguete por una pala inclinada, volando por el aire y golpeando las persianas. Una de las persianas se enrolla hasta la parte superior, dejando entrar la luz del sol directamente sobre Stripe, matándolo. Mientras Billy observa, Stripe se derrite en un charco de suciedad y cae al agua.
Kate y Rand llegan a la habitación y ven el desorden. El cuerpo en descomposición de Stripe salta de la fuente para darse un último susto, pero no puede soportar la luz del sol y se derrumba. Todos regresan a casa.
Por la noche, los Peltzer están viendo las noticias sobre la destrucción, donde se describe como una serie de accidentes e incendios inexplicables. Se enfrentan al dueño de la tienda de chatarra china, que demostró una vez más que es la única persona en la que se puede confiar para cuidar y contener adecuadamente a un mogwai, que sabía exactamente a dónde ir una vez que escuchó la noticia. El hombre chino apenas puede ocultar su disgusto por la televisión y la sociedad occidental en general, como lo demuestra el descuido de esa familia que provocó la destructiva plaga de gremlins. El señor Wing le devuelve los doscientos dólares de Rand y se lleva a Gizmo con él. Pero, antes de irse, le dice a Billy que algún día podría estar listo para convertirse en el cuidador de la criatura.
La película termina con la voz de Rand diciéndoles a los espectadores que si tienen algún problema eléctrico o mecánico inexplicable, deben estar atentos a los gremlins.

## Reparto
- Zach Galligan como Billy Peltzer.
- Phoebe Cates como Kate Beringer.
- Hoyt Axton como Rand Peltzer.
- Polly Holliday como Ruby Deagle.
- Frances Lee McCain como Lynn Peltzer.
- Judge Reinhold como Gerald Hopkins.
- Dick Miller como Murray Futherman.
- Glynn Turman como Roy Hanson.
- Keye Luke como Sr. Wing.
- Scott Brady como Frank Reilly.
- Corey Feldman como Pete Fountaine.
- Jonathan Banks como Brent Frye.
- Edward Andrews como Roland Corben.
- Jackie Joseph como Sheila Futterman.
- Belinda Balaski como Sra. Joe Harris.
- Harry Carey Jr. como Sr. Anderson.

## Recepción
Gremlins fue un éxito comercial y recibió buena acogida de la crítica. Sin embargo, también fue duramente criticada por algunas de las escenas más violentas. Los críticos argumentaron que esas escenas hacían que la película no fuese apropiada para niños. Que de todas formas podían ir a verla, ya que estaba catalogada para todos los públicos. Dos meses después del estreno de esta película, y a consecuencia de denuncias similares respecto a otras películas, la MPAA (Asociación Estadounidense de Cineastas) modificó su sistema de calificación por edades.

### Recaudación
Con un presupuesto estimado de unos 11 millones de dólares estadounidenses, según Internet Movie Database, Gremlins cerró su primer fin de semana en Estados Unidos (10 de junio de 1984), tras proyectarse en 1511 pantallas, situándose en el 2.º puesto en taquilla. Con una recaudación de USD 12 511 000; una media de unos USD 8 000 por sala de cine.
En total, Gremlins consiguió una recaudación de más de 148 millones de dólares estadounidenses, y unos 153 millones, sumando el total global junto con el entorno doméstico. Situándose como la cuarta película más taquillera de 1984 (por detrás de Beverly Hills Cop, Los cazafantasmas e Indiana Jones and the Temple of Doom) y la quinta en estrenos de fin de semana.
| País                                                                          | Fecha de estreno                  |
| ----------------------------------------------------------------------------- | --------------------------------- |
| Alemania                                                                      | Jueves 25 de octubre de 1984      |
| Argentina                                                                     | Jueves 29 de noviembre de 1984    |
| Australia                                                                     | Jueves 13 de diciembre de 1984    |
| Austria                                                                       | Viernes 26 de octubre de 1984     |
| Bélgica                                                                       | Miércoles 5 de diciembre de 1984  |
| Belice · Costa Rica · El Salvador · Guatemala · Honduras · Nicaragua · Panamá | Miércoles 19 de diciembre de 1984 |
| Bolivia                                                                       | Jueves 20 de diciembre de 1984    |
| Brasil                                                                        | Jueves 13 de diciembre de 1984    |
| Chile                                                                         | Martes 25 de diciembre de 1984    |
| Colombia                                                                      | Miércoles 19 de diciembre de 1984 |
| Dinamarca                                                                     | Viernes 13 de abril de 1984       |
| Ecuador                                                                       | Martes 25 de diciembre de 1984    |
| Egipto                                                                        | Lunes 13 de mayo de 1985          |
| España                                                                        | Lunes 3 de septiembre de 1984     |
| Estados Unidos · Canadá                                                       | Viernes 8 de junio de 1984        |
| Filipinas                                                                     | Viernes 11 de enero de 1985       |
| Finlandia                                                                     | Viernes 21 de diciembre de 1984   |
| Francia                                                                       | Miércoles 5 de diciembre de 1984  |

| País                 | Fecha de estreno                  |
| -------------------- | --------------------------------- |
| Grecia               | Jueves 20 de diciembre de 1985    |
| Hong Kong            | Jueves 28 de marzo de 1985        |
| Israel               | Viernes 11 de enero de 1985       |
| Italia               | Viernes 16 de noviembre de 1984   |
| Japón                | Sábado 8 de diciembre de 1984     |
| Líbano               | Viernes 8 de febrero de 1985      |
| Malasia              | Jueves 8 de noviembre de 1984     |
| México               | Jueves 13 de diciembre de 1984    |
| Noruega              | Miércoles 26 de diciembre de 1984 |
| Nueva Zelanda        | Viernes 30 de noviembre de 1984   |
| Países Bajos         | Jueves 13 de diciembre de 1984    |
| Perú                 | Martes 25 de diciembre de 1984    |
| Portugal             | Viernes 30 de noviembre de 1984   |
| Puerto Rico          | Jueves 9 de agosto de 1984        |
| Reino Unido Irlanda  | Viernes 7 de diciembre de 1984    |
| República Dominicana | Jueves 16 de agosto de 1984       |
| Singapur             | Jueves 29 de noviembre de 1984    |
| Sudáfrica            | Viernes 30 de noviembre de 1984   |
| Suecia               | Viernes 14 de diciembre de 1984   |
| Suiza                | Miércoles 5 de diciembre de 1984  |
| Tailandia            | Sábado 2 de febrero de 1985       |
| Taiwán               | Miércoles 20 de febrero de 1985   |
| Uruguay              | Martes 25 de diciembre de 1984    |
| Venezuela            | Miércoles 19 de diciembre de 1984 |

### Crítica
Gremlins was hailed as another E.T. It's not. It's in a different tradition. At the level of Serious Film Criticism, it's a meditation on the myths in our movies: Christmas, families, monsters, retail stores, movies, boogeymen. At the level of Pop Moviegoing, it's a sophisticated, witty B movie, in which the monsters are devouring not only the defenseless town, but decades of defenseless clichés. But don't go if you still believe in Santa Claus.
Gremlins fue aclamada como otra E.T. No lo es. Pertenece a una tradición diferente. En un nivel de crítica seria, es una meditación acerca de nuestras películas: Navidad, familias, monstruos, tiendas, cine... En el nivel más desenfadado (popular) es una película sofisticada, inteligente como las de serie B, en la que los monstruos no solo devoran una indefensa ciudad sino también muchos clichés. No vayas a verla si aún crees en Santa Claus.
Roger Ebert, crítico del Chicago Sun-Times

Buenas dosis de humor y algunas referencias cinéfilas para una entrega fantástica, divertida y sumamente comercial.
 Fernando Morales, diario El País

### Premios y nominaciones
Gremlins fue galardonada en 1985 con varios premios y nominaciones en diferentes certámenes y categorías, especialmente relacionados con la ciencia ficción y el terror. Así, fue nominada en nueve apartados para los galardones por antonomasia del género, los Premios Saturn, de los cuales consiguió cinco:
- Mejor película de terror (Best Horror Film).
- Mejor director (Best Director), para Joe Dante.
- Mejor música (Best Music), para Jerry Goldsmith.
- Mejores efectos especiales (Best Special Effects), para Chris Walas (creador y operador de los gremlins físicos, departamento artístico).
- Mejor actriz de reparto (Best Supporting Actress), para Polly Holliday.

Además de los cinco galardones Saturn, también obtuvo dos premios más: el Golden Screen alemán y el de mejor película familiar de aventuras de la Academia de Jóvenes Artistas estadounidense.
- Finalista a la mejor película del Festival de Cine de Sitges.